# Kefar Sirkin
Kefar Sirkin (hebr. כפר סירקין) – moszaw położony w samorządzie regionu Derom ha-Szaron, w Dystrykcie Centralnym, w Izraelu.
Leży na równinie Szaron w otoczeniu miast Petach Tikwa i Rosz ha-Ajin, kibuców Giwat ha-Szelosza i Enat, oraz moszawów Nachszonim i Mazor. Na północny zachód od moszawu znajduje się baza sił powietrznych Izraelskich Sił Obronnych Kefar Sirkin.

## Historia
Moszaw został założony w 1936. Nazwany na cześć działacza syjonistycznego Nachmana Syrkina (1868–1924).
Podczas arabskich rozruchów w latach 1936–1939 moszaw służył jako twierdza Hagany w odpieraniu ataków na pobliskie żydowskie osiedla.

## Edukacja
W moszawie znajduje się szkoła podstawowa Katsenelsen.

## Kultura i sport
W moszawie jest ośrodek kultury, boisko do piłki nożnej oraz centrum sportowe z basenem pływackim.
Każdego roku na przełomie sierpnia i września w Kefar Sirkin odbywa się Festiwal Miodu, podczas którego odbywają się liczne prezentacje dotyczące pszczelarstwa połączone z degustacją miodu.

## Gospodarka
Gospodarka moszawu opiera się na intensywnym rolnictwie i sadownictwie.

## Komunikacja
Na wschód od moszawu przebiega autostrada nr 6, brak jednak możliwości bezpośredniego wjazdu na nią. Z moszawu wyjeżdża się na zachód lokalną drogą do miasta Petach Tikwa i drogi ekspresowej nr 40  (Kefar Sawa-Ketura).